# Henry Clinton (2e comte de Lincoln)
Henry Clinton, 2e comte de Lincoln, (1539 - 29 septembre 1616) est un pair anglais, titré baron Clinton de 1572 à 1585. Connu pour ses accusations répétées contre lui d'extorsion, d'enlèvement et d'incendie criminel, entre autres, Henry est probablement l'un des nobles les plus redoutés et détestés d'Angleterre à l'époque où il est comte de Lincoln.

## Biographie
Fils aîné du 1er comte de Lincoln, et de sa seconde épouse Ursula, fille de William Stourton (7e baron Stourton) (en), Henry Clinton est nommé chevalier du bain en 1553. Il est élu à la Chambre des communes, représentant la circonscription du Lincolnshire en 1571, après avoir été nommé capitaine de cavalerie dans la garde royale en 1569. Il est également vice-amiral du Lincolnshire et du Yorkshire.
Il hérite du comté et de la baronnie de son père en 1585. Par le testament de son père, que Henry a d'abord contesté (la fourniture à sa belle-mère d'une rente viagère sur diverses propriétés), il hérite du château de Tattershall ; sa femme Elizabeth a un intérêt viager dans la propriété familiale à Sempringham et par la suite, Lincoln se dispute avec le poète Tailboys Dymoke, fils de son beau-frère Robert Dymoke, à propos de quelques vers odieux.
À son époque, Clinton est l'un des seigneurs féodaux les plus brutaux, les plus redoutés et les plus détestés de Grande-Bretagne. Plusieurs documents parlent du comte lançant des attaques contre des barons près de lui, envoyant parfois des troupes bien équipées. Le comte est souvent crédité de sabotage, d'extorsion, d'enlèvement et d'incendie criminel et à un moment donné, il agrandit les murs de son château dans le cimetière voisin. Le comte est souvent absent de son siège au château de Tattershall dans le Lincolnshire, restant à Londres en raison de ses fréquents démêlés avec la justice .
Clinton est envoyé comme ambassadeur au baptême de la fille du landgrave de Hesse, Élisabeth de Hesse-Cassel en 1596, partant de Yarmouth en juin avec son fils Edward Clinton, Richard Brackenbury, John Wroth et Richard Fiennes. Selon Anthony Bacon, il ne rencontre pas le succès en tant que diplomate. L'ambassade est décrite dans un compte rendu publié par Edward Monings, le Landgrave of Hessen his princelie recevant de son ambassadeur Maiesties (Londres, 1596). Ils logent trois jours au château de Zappenburg et sont accueillis près de Kassel par un serviteur africain du landgrave monté sur un chameau.
En janvier 1600, Clinton écrit au comte de Shrewsbury, mentionnant qu'il manque d'argent. Il attendait 500 £ de la comtesse de Bedford et avait déjà mis en gage ses plus beaux bijoux auprès d'un orfèvre londonien. En avril 1601, alors qu'il est censé accueillir la reine Élisabeth Ire dans son manoir de Chelsea, Clinton, peut-être parce qu'il se rend compte qu'il ne peut pas offrir un festin assez copieux en raison de sa situation financière, quitte simplement Chelsea sans en informer l'entourage de la reine. Ses actions provoquent un grand tollé de la part des proches conseillers de la reine, comme on peut le voir dans les lettres envoyées au comte, car ils ont frappé aux deux portes du manoir et bien qu'ils aient pu voir les serviteurs de Clinton les regarder par les fenêtres, n'ont pas pu entrer . Clinton attribue plus tard l'incident à un « malentendu » .
Le dépeuplement important du Lincolnshire en 1607 peut être attribuable aux actions du comte . Il meurt à Sempringham, son fils Thomas, 3e comte de Lincoln, lui succédant.

## Famille

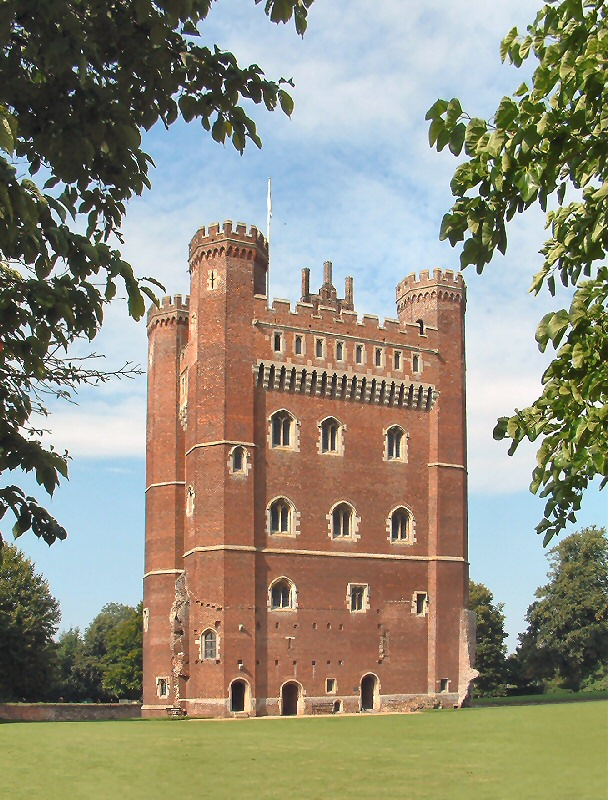
Le château de Tattershall dans le Lincolnshire, siège du comte de Lincoln.

Clinton épouse d'abord en 1557 Lady Catherine Hastings (née le 11 août 1542), fille de Francis Hastings (2e comte de Huntingdon) et de Catherine Pole, et a :
- Thomas Clinton (3e comte de Lincoln)
  - Theophilus Clinton (4e comte de Lincoln)
    - Edward Clinton, Lord Clinton
      - Edward Clinton, 5e comte de Lincoln (1645-1692)
- Sir Edward Clinton, épouse Mary Dighton et a :
  - Francis Clinton, épouse Priscilla Hele et a :
    - Francis Clinton, 6e comte de Lincoln, épouse Susannah Penyston en deuxièmes noces et a :
      - Henry Clinton (7e comte de Lincoln)

    - Priscilla Clinton, épouse Willoughby d'Ewes, 2e baronnet, de Stowlangtoft (décédée le 13 juin 1685)
- Elizabeth Clinton, épouse de Arthur Gorges

Lord Lincoln épouse en secondes noces après le 20 octobre 1586 Elizabeth Morrison (décédée vers le 4 juillet 1611), fille de Richard Morrison, de Cassiobury, Hertfordshire, et a :
- Henry Clinton (1587-1641), épouse d'abord Eleanor Harington, puis en secondes noces en 1624 Elizabeth Hickman, et par sa première femme a deux fils survivants :
  - Henry Clinton (1611-1670), épouse Jane Markham, laissant deux cohéritières (Elizabeth Willoughby et Catherine Disney).
  - Norreys Clinton (1617-1693), épouse Margaret Raines et a :
    - Norreys Clinton (1651-1736), épouse Elizabeth Kendall et a :
      - Kendall Clinton (1692-1740), épouse Frances Wilkinson et a :
        - Norreys Clinton (1720-1764), épouse Martha Thompson et a :
          - Le révérend Charles Fynes-Clinton (mort en 1827), épouse Emma Brough, et a : Henry Fynes Clinton (mort en 1852) et Clinton Fiennes-Clinton (mort en 1833), députés d'Aldborough ; donc descend Edward Fiennes-Clinton (18e comte de Lincoln) (en), 10e cousin d'Edward Pelham-Clinton (10e duc de Newcastle).